# Cucullia perstrigata
Cucullia perstrigata är en fjärilsart som beskrevs av George Francis Hampson 1906. Cucullia perstrigata ingår i släktet Cucullia och familjen nattflyn. Inga underarter finns listade i Catalogue of Life.